# Ambulacraris
Els ambulacraris (Ambulacraria) són un clade d'invertebrats deuteròstoms que inclou els embrancaments dels equinoderms i els hemicordats; Xenoturbellida, que havia estat classificat aquí, es considera actualment un bilateral basal.
El grup germà dels ambulacraris són els cordats.

## Filogènia
Cladograma dels deuteròstoms actuals d'acord amb les anàlisis genètiques:
|  | Echinodermata |
|  |               |
|  | Hemichordata  |
|  |               |

|            | Cephalochordata                                            |
|            |                                                            |
| Olfactores | \| \| Urochordata \| \| \| \| \| \| Vertebrata \| \| \| \| |
|            | \| \| Urochordata \| \| \| \| \| \| Vertebrata \| \| \| \| |
|            | Urochordata                                                |
|            |                                                            |
|            | Vertebrata                                                 |
|            |                                                            |

|  | Urochordata |
|  |             |
|  | Vertebrata  |
|  |             |

|  | Echinodermata |
|  |               |
|  | Hemichordata  |
|  |               |

|            | Cephalochordata                                            |
|            |                                                            |
| Olfactores | \| \| Urochordata \| \| \| \| \| \| Vertebrata \| \| \| \| |
|            | \| \| Urochordata \| \| \| \| \| \| Vertebrata \| \| \| \| |
|            | Urochordata                                                |
|            |                                                            |
|            | Vertebrata                                                 |
|            |                                                            |

|  | Urochordata |
|  |             |
|  | Vertebrata  |
|  |             |

## Taxonomia
Els ambulacraris inclouen dos fílums vivents i dos d'extints:
- Echinodermata (estrelles de mar, eriçons de mars, ofiuroïdeus, cogombres de mar, crinoïdeus)
- Hemichordata (enteropneusts, pterobranquis, i possiblement graptòlits)
- Vetulicola † (fòssils del Cambrià)
- Cambroernida † (fòssils del Cambrià)[5]